# Antonivska, Skadovsk
Antonivska (în ucraineană Антонівська) este o comună în raionul Skadovsk, regiunea Herson, Ucraina, formată numai din satul de reședință.

## Demografie
Componența lingvistică a comunei Antonivska
     Ucraineană (85,71%)
     Rusă (13,89%)
     Alte limbi (0,35%)
Conform recensământului din 2001, majoritatea populației comunei Antonivska era vorbitoare de ucraineană (85,71%), existând în minoritate și vorbitori de rusă (13,89%).